# Anschlussbahn zum Kraftwerk Marbach
| Streckenlänge: | circa 3,9 km         |                                      |                                      |
| Spurweite: | 1435 mm (Normalspur) |                                      |                                      |
| |                      |                                      |                                      |
| \| \| \| Bottwartalbahn von Heilbronn \| \| \| \| 0,0 \| Spitzkehre \| Spitzkehre \| \| \| 0,2 \| Verbindungsgleis zur Bottwartalbahn \| Verbindungsgleis zur Bottwartalbahn \| \| \| \| Bottwartalbahn nach Marbach (Neckar) \| \| \| \| 0,4 \| Rangierbahnhof \| Rangierbahnhof \| \| \| 0,8 \| Landesstraße 1100 \| Landesstraße 1100 \| \| \| 1,0 \| Bahnstrecke Backnang–Ludwigsburg \| Bahnstrecke Backnang–Ludwigsburg \| \| \| 1,2 \| Neckarsteg[1] \| Neckarsteg[1] \| \| \| 2,1 \| Eichgraben[2] \| Eichgraben[2] \| \| \| 3,9 \| Kraftwerk Marbach \| Kraftwerk Marbach \| |                      |                                      |                                      |
| Strecke (außer Betrieb) |                      | Bottwartalbahn von Heilbronn         | Bottwartalbahn von Heilbronn         |
| Betriebs-/Güterbahnhof Streckenanfang (Strecke außer Betrieb) · Strecke (außer Betrieb) | 0,0                  | Spitzkehre                           | Spitzkehre                           |
| Abzweig geradeaus und nach links (Strecke außer Betrieb) · Abzweig geradeaus und von rechts (Strecke außer Betrieb) | 0,2                  | Verbindungsgleis zur Bottwartalbahn  | Verbindungsgleis zur Bottwartalbahn  |
| Strecke (außer Betrieb) · Strecke nach links (außer Betrieb) |                      | Bottwartalbahn nach Marbach (Neckar) | Bottwartalbahn nach Marbach (Neckar) |
| Dienststation / Betriebs- oder Güterbahnhof (Strecke außer Betrieb) | 0,4                  | Rangierbahnhof                       | Rangierbahnhof                       |
| Brücke (Strecke außer Betrieb) | 0,8                  | Landesstraße 1100                    | Landesstraße 1100                    |
| Kreuzung geradeaus unten (Strecke geradeaus außer Betrieb) | 1,0                  | Bahnstrecke Backnang–Ludwigsburg     | Bahnstrecke Backnang–Ludwigsburg     |
| Haltepunkt / Haltestelle (Strecke außer Betrieb) | 1,2                  | Neckarsteg                           | Neckarsteg                           |
| Haltepunkt / Haltestelle (Strecke außer Betrieb) | 2,1                  | Eichgraben                           | Eichgraben                           |
| Kopfbahnhof Streckenende (Strecke außer Betrieb) | 3,9                  | Kraftwerk Marbach                    | Kraftwerk Marbach                    |

Die Anschlussbahn zum Kraftwerk Marbach ist eine ehemalige Anschlussbahn im Landkreis Ludwigsburg in Baden-Württemberg. Die normalspurige Strecke führte zum Kraftwerk Marbach und lag komplett auf der Gemarkung von Marbach am Neckar.

## Geschichte
Die Bahnstrecke wurde in den Jahren 1938/39 errichtet, war circa 3,9 Kilometer lang und zweigte 1,485 Kilometer nördlich des Bahnhofs Marbach (Neckar) mittels Spitzkehre von der schmalspurigen Bottwartalbahn ab. Diese wurde zuvor eigens zu diesem Zweck bis dorthin dreischienig ausgebaut. Im weiteren Verlauf folgte die Anschlussbahn dem rechten Neckarufer flussaufwärts. Als Betreiber fungierte der jeweilige Kraftwerksbesitzer, zuletzt die EnBW Energie Baden-Württemberg.
Eine Besonderheit der Strecke war der bis zum 30. Dezember 1982 mehrmals täglich durchgeführte Dienstpersonenverkehr für Mitarbeiter des Kraftwerks. Ausgangspunkt dieses Verkehrs war der stadtnahe Haltepunkt Neckarsteg bei der heutigen Schiffsanlegestelle. Neben der einstigen Lederfabrik Ernst & Meißner befand sich der Zwischenhaltepunkt Eichgraben mit einem circa fünf Meter langen Kurzbahnsteig für die in den Wohngebieten Eichgraben und Hörnle wohnenden Kraftwerksmitarbeiter.
Um die Jahrtausendwende fuhren die letzten Güterzüge zum Kraftwerk. Seither wird das Heizöl für das Kraftwerk ausschließlich per Schiff angeliefert. Die letzte Fahrt eines Zuges auf der Bahn unternahm am 30. Juni 2002 die Gesellschaft zur Erhaltung von Schienenfahrzeugen (GES) mit einem Sonderzug. Zum Frühjahr 2016 wurde die Strecke zwischen dem Gruppenklärwerk Häldenmühle und dem Kraftwerk zu einem asphaltierten Bahntrassenradweg umgebaut. Hierzu wurde ferner die Brücke über die Landesstraße 1100 durch eine neue, leichtere Konstruktion ersetzt.

## Fahrzeuge
Folgende Fahrzeuge waren auf der Kraftwerksbahn im Einsatz:
- Henschel DEL 110 (Fahrzeugnummer 24424, Baujahr 1939), heute IG 3-Seenbahn[5]
- Maschinenfabrik Esslingen ME C-fl (Fahrzeugnummer 4692, Baujahr 1944), 1986 verschrottet bei der Deutschen Linoleum-Werke AG (DLW)
- Henschel D-fl (Dampfspeicherlokomotive, Fahrzeugnummer 24939, Baujahr 1952), heute Großkraftwerk Mannheim (GKM)
- Henschel DHG 700 C (Fahrzeugnummer 31691, Baujahr 1974), heute Kraftwerk Heilbronn

Für den Personenverkehr stand ein vierachsiger Schnellzugwagen mit offenen Bühnen und der Bezeichnung CCi 4918 zur Verfügung, der über 88 Sitzplätze verfügte. Er wurde 1902 von der Maschinenfabrik Esslingen an die Königlich Württembergischen Staats-Eisenbahnen geliefert und kam 1950 zur Anschlussbahn. Er wurde in Richtung Kraftwerk als Vorstellwagen geschoben und besaß deshalb ein Dreilicht-Spitzensignal sowie ein nachträglich eingebautes Fenster in der Plattformtür, nach Einstellung des Dienstpersonenverkehrs gelangte er 1983 zum Kuckucksbähnel.

## Galerie

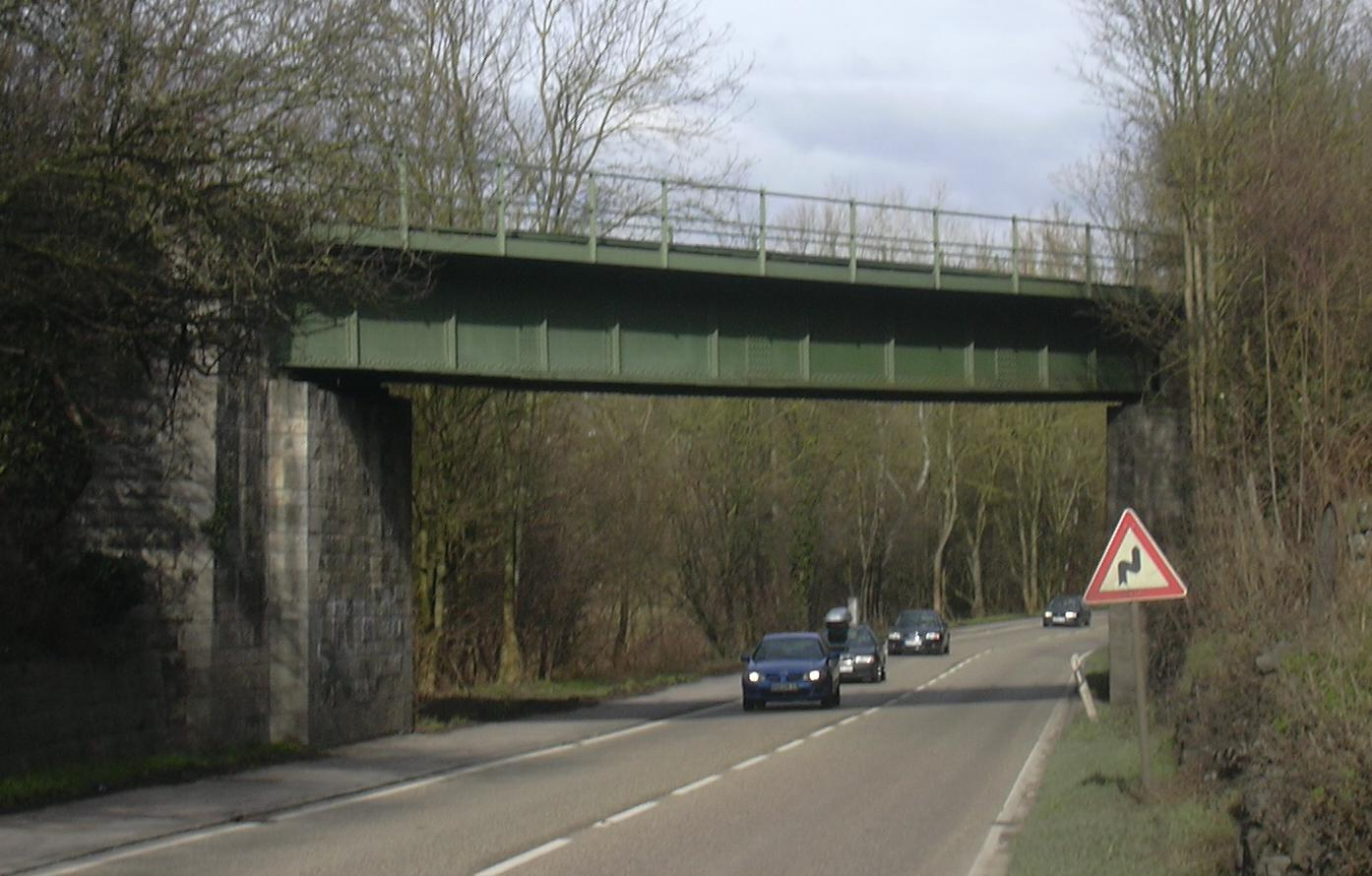
Überquerung der Landesstraße 1100
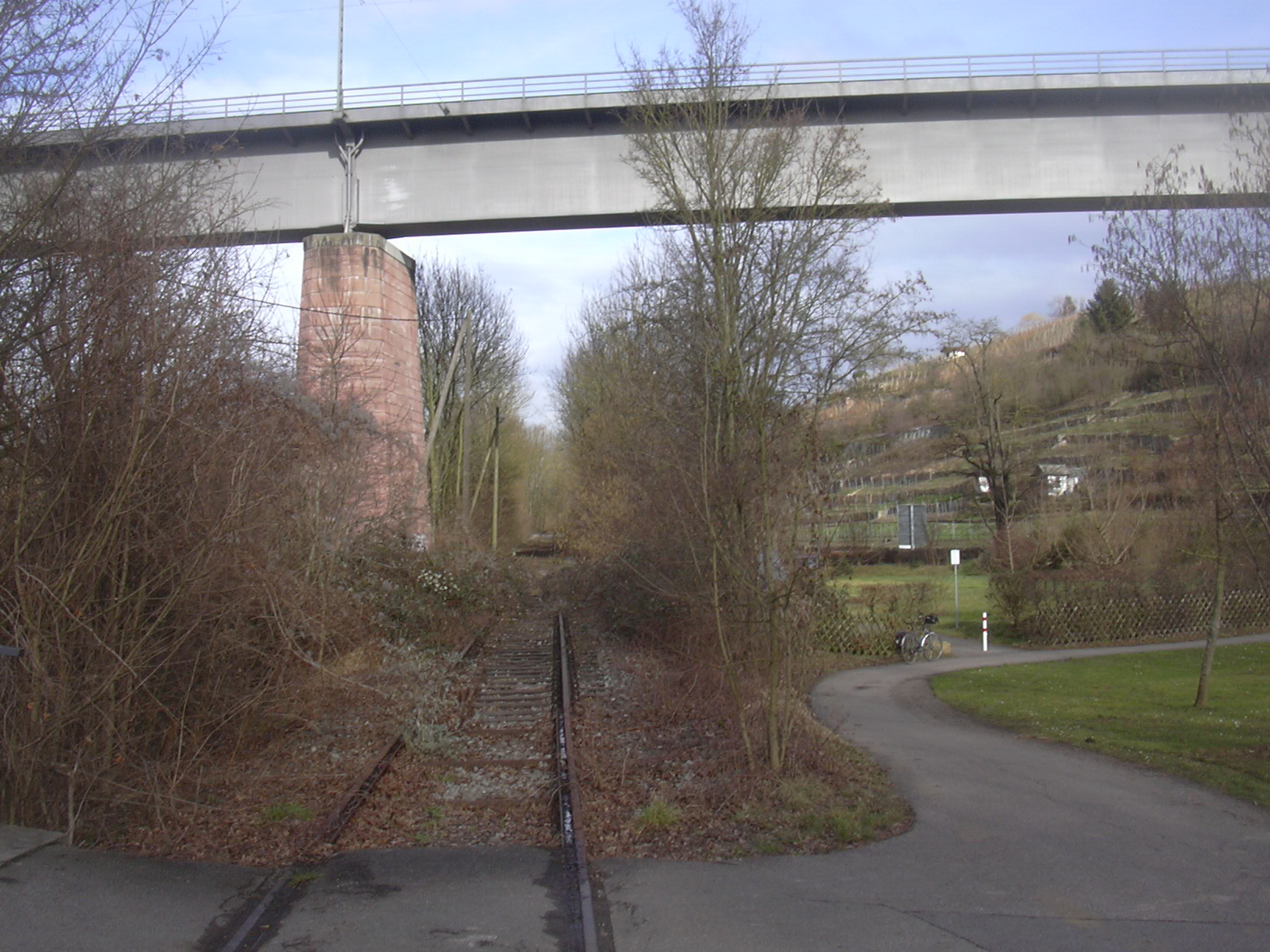
Unterquerung der Bahnstrecke Backnang–Ludwigsburg
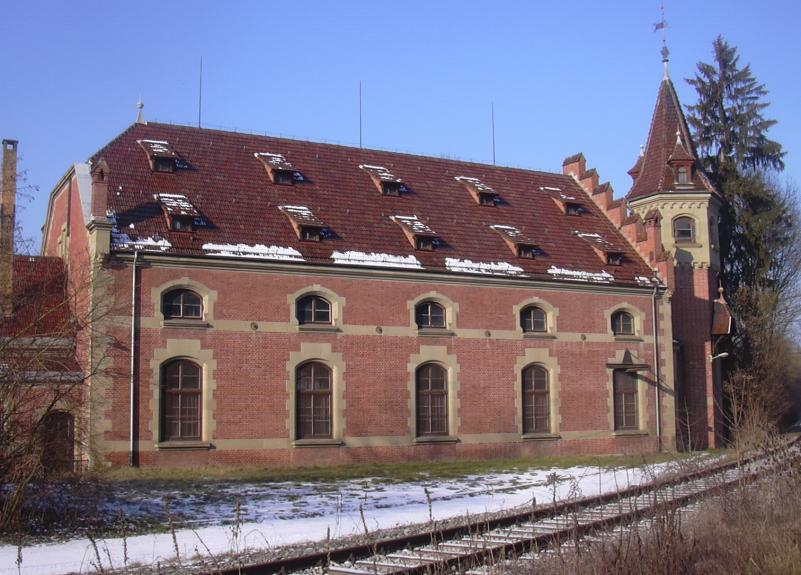
Das ehemalige Marbacher Wasserkraftwerk beim Kilometer 1,3
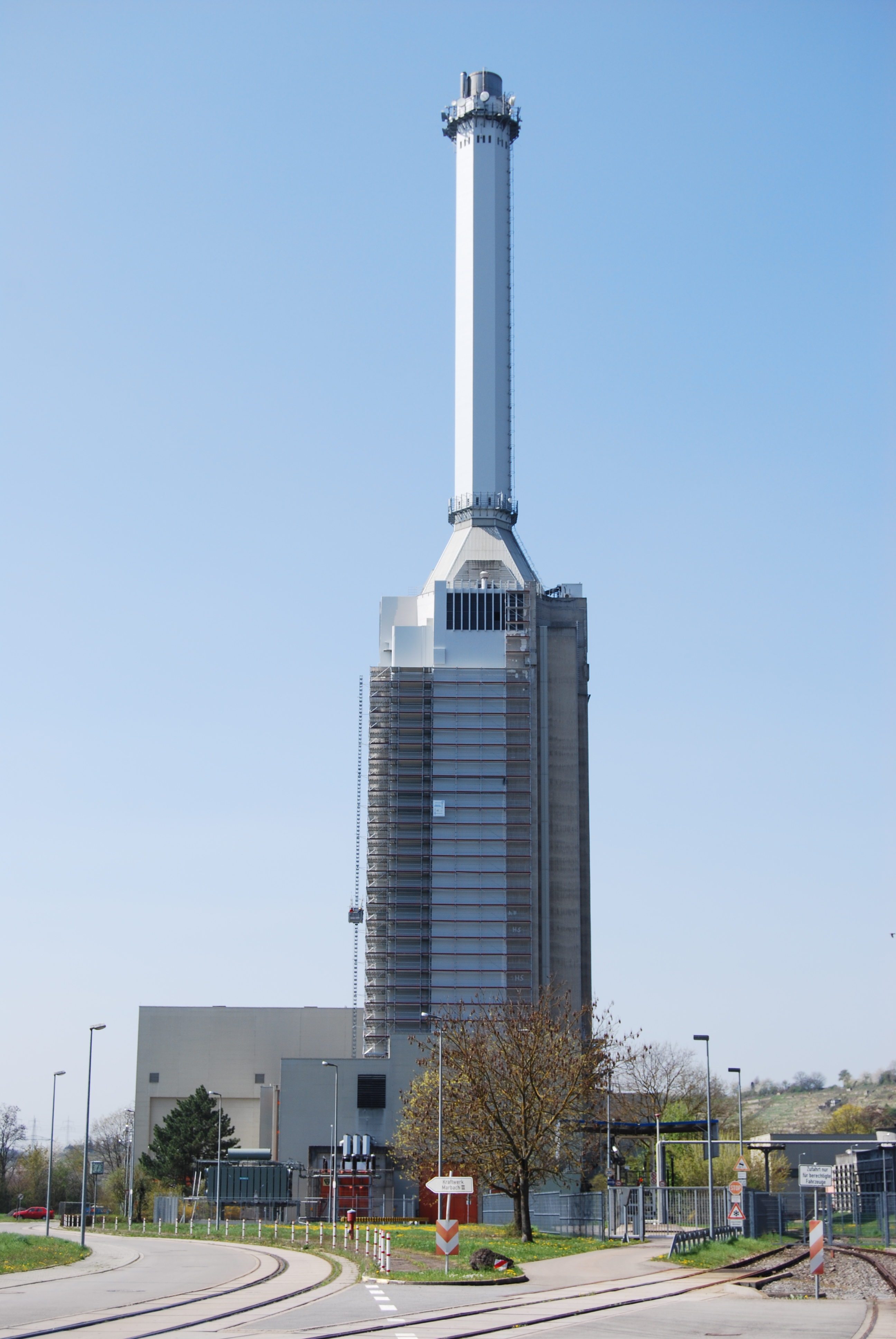
Anschlussgleise auf dem Kraftwerksgelände, 2010
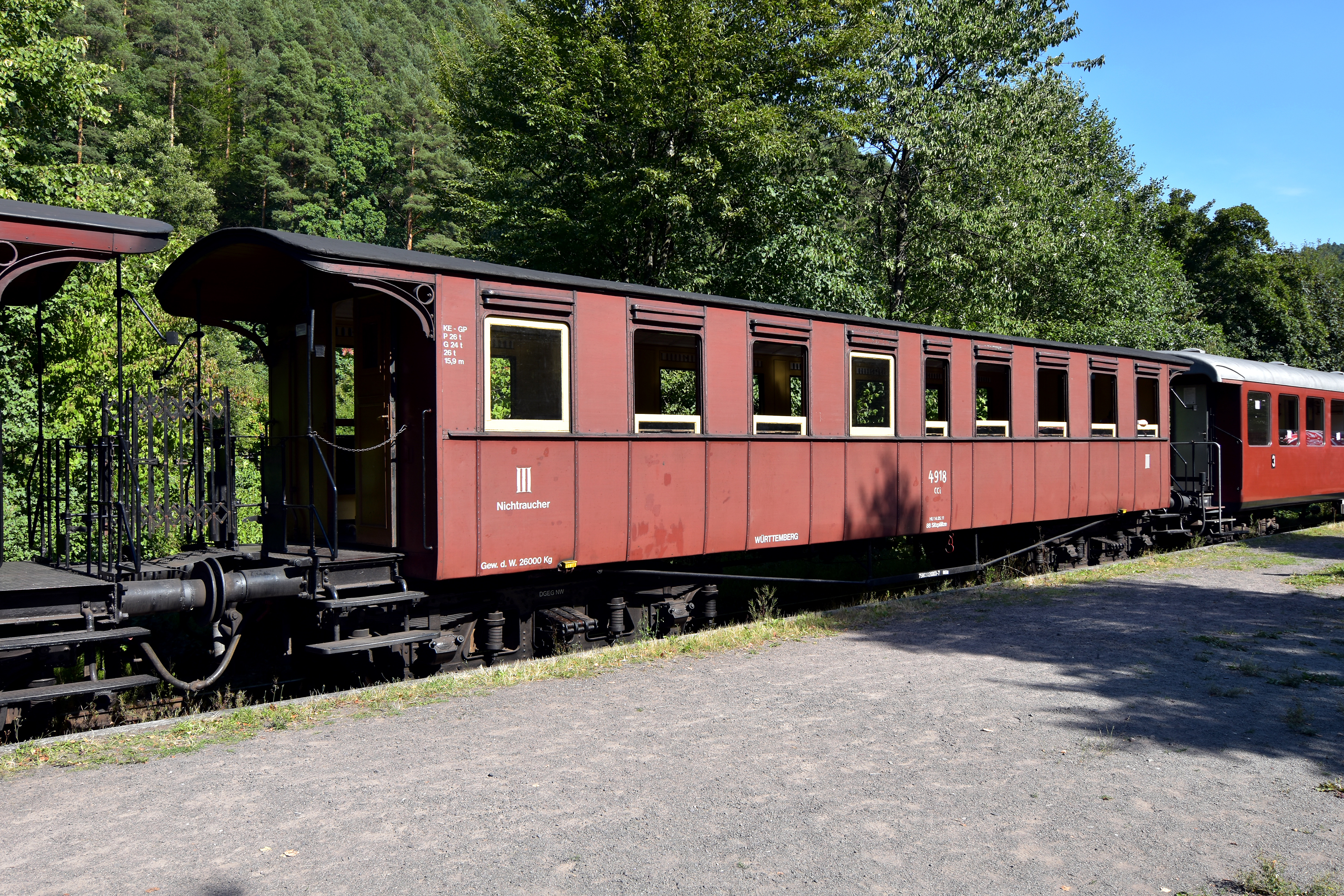
Der ehemalige Personenwagen CCi 4918, hier 2015 beim Kuckucksbähnel